# 庫爾馬納耶夫卡區

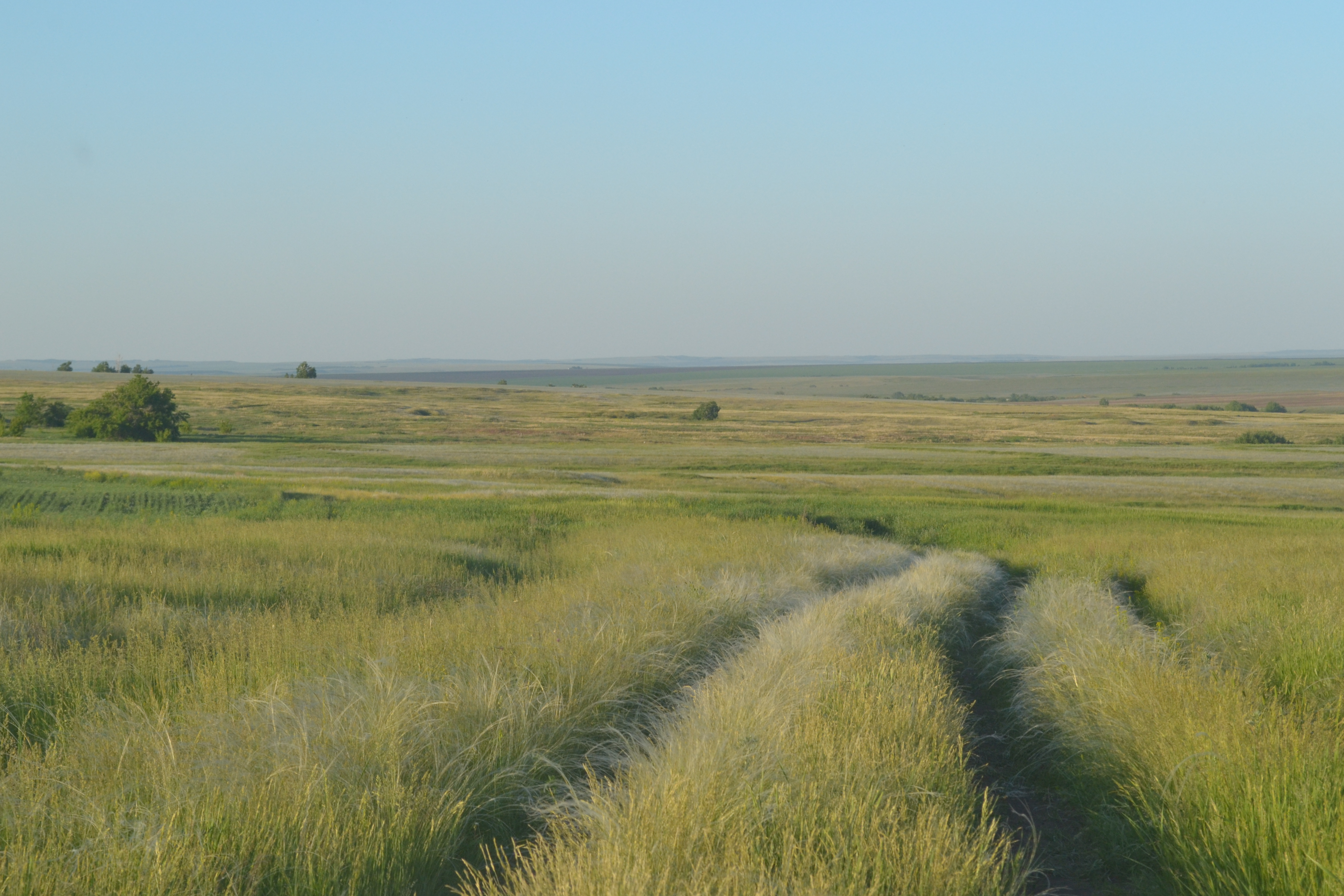

52°30′34″N 52°04′15″E / 52.50944°N 52.07083°E
庫爾馬納耶夫卡區（俄语：Курманаевский район），是俄羅斯的一個區，位於該國西南部，由奧倫堡州負責管轄，面積2,900平方公里，2010年人口17,705，人口密度每平方公里6.11人。